# 羅衣輕
罗衣轻（?—?），辽朝人，乡里不详。辽兴宗时伶官。以善诙谐讽谏闻名于时。
辽兴宗败给了西夏李元昊，李元昊抓获辽人，就割下他的鼻子，罗衣轻对逃兵打趣说：“且观鼻在否？”辽兴宗怒，欲杀罗衣轻。太子耶律洪基在旁笑道：“打诨底不是黄幡绰（唐玄宗时的伶官）。”罗衣轻答道：“用兵底亦不是唐太宗。”辽兴宗听到后放了他。
兴宗曾经与皇太弟耶律重元宴会，乘醉许以自己死后由重元继承皇位。皇太弟耶律重元持宠多为骄纵不法，朝臣皆畏惧不敢谏。耶律重元与兴宗以居民城邑为赌注，与重元赌双陆博戏。兴宗连输数城。一日赌博，罗衣轻在表演时借机讽谏，指着棋局说：“双陆休痴，再赌下去，和你都输去也。”兴宗有所警惕而改正，不再赌。罗衣轻病卒于清宁年间。有辽一代伶官甚多，名无出罗衣轻之上者。时人将其与东方朔等相提并比。《辽史·伶官传》中称其：“能因诙谐示谏，以消未形之乱。”